# 在原守平
在原 守平（ありわら の もりひら）は、平安時代初期から前期にかけての貴族。三品・阿保親王の子。官位は従四位上・左京大夫。

## 経歴
天長3年（826年）兄弟の仲平・行平・業平と共に在原朝臣姓を与えられて臣籍降下する。
斉衡4年（857年）従五位下に叙爵し、翌天安2年（858年）大膳大夫に任ぜられる。のち、右衛門権佐・民部大輔と清和朝の前期から中期にかけて京官を歴任する。貞観15年（873年）頃に従四位下・相模守に叙任されると、貞観16年（874年）信濃守と清和朝末にかけては地方官を務めた。
貞観19年（877年）陽成天皇の即位に伴って従四位上に叙せられる。のち左京大夫を務めている。

## 官歴
注記のないものは『六国史』による。
- 天長3年（826年） 日付不詳：臣籍降下（在原朝臣）
- 時期不詳：正六位上
- 斉衡4年（857年） 正月7日：従五位下
- 天安2年（858年） 4月2日：大膳大夫。11月25日：大膳大夫
- 貞観2年（860年） 11月16日：従五位上
- 貞観9年（867年） 2月11日：右衛門権佐
- 貞観10年（868年） 正月7日：正五位下
- 貞観14年（872年） 2月29日：民部大輔
- 時期不詳：従四位下。相模守
- 貞観16年（874年） 正月15日：信濃守
- 貞観19年（877年） 正月3日：従四位上
- 元慶8年（884年） 2月5日：見左京大夫